# Savaia
Savaia ist eine Siedlung im politischen Bezirk (itūmālō) Aʻana des Inselstaats Samoa auf der Insel Upolu.

## Geographie
Er liegt an der Südküste der Insel zwischen den Siedlungen Tafagamanu und Gagaifo o le Vao.
Die Siedlung erstreckt sich von der Küste bis zur Hauptverkehrsstraße der Insel etwa 1,5 km nach Norden.
Es gibt ein Giant Clam Sanctuary und die Kirche CCCS Savaia Tai.